# 6号弗吉尼亚州州道
維吉尼亞州6號公路（Virginia State Highway 6）是美國維吉尼亞州的一條公路，長100哩，沿途有美國國道250與里奇蒙的維吉尼亞州161號公路等。該公路建成於1933年。

## 主要連接的公路
- 美國國道250
- 美國國道29
- 美國國道15 (聯邦堡( Fork Union))
- 美國國道522
- 195號州際高速公路 (里奇蒙)
- 維吉尼亞州73號公路
- 維吉尼亞州288號公路
- 維吉尼亞州20號公路 (史考茲惟爾(Scottsville))
- 維吉尼亞州161號公路(里奇蒙)